# Гашербрум V
Гашербрум V — горная вершина, находящаяся в многовершинном массиве Гашербрум хребта Балторо Музтаг горной системы Каракорум, расположенная на спорной территории Гилгит-Балтистан. Вершина находится между горами Гашербрум IV и VI.